# Tandem (film)
Tandem är en fransk roadmovie från 1987 i regi av Patrice Leconte.

## Rollista i urval
- Jean Rochefort - Michel Mortez
- Gérard Jugnot - Bernard Rivetot
- Sylvie Granotier - bibliotekarien
- Julie Jézéquel - servitrisen
- Jean-Claude Dreyfus - kommunalrådet
- Albert Delpy - ledaren, "Chien Rouge"
- Gabriel Gobin - bartendern
- Marie Pillet - värdinnan
- Jacques Rousselot - M. Vaillant